# Andrea Chiesa
Andrea Chiesa, né le 6 mai 1964 à Milan en Italie, est un pilote automobile suisse.

## Biographie
Andrea Chiesa débute en Karting au début des années 1980, quelques années plus tard, il accède en Formule 3 Italienne dont il finit vice-champion. Performance suffisante pour le faire accéder à la Formule 3000 en 1988, championnat où il restera jusqu'en 1991 et où il connaitra le bon et le moins bon, avec comme meilleur résultat une 6e place finale au championnat 1989, auréolée par une victoire sur le circuit d'Enna-Pergusa.
En 1992, il est engagé par l'écurie Fondmetal en Formule 1, mais il ne se qualifie pas à plusieurs reprises, et ne termine pas ses 3 courses. Après plusieurs années où il ne pilotera qu'à quelques reprises, on le revit en Championnat du monde des voitures de sport en 1998, avec ses équipiers, il finit 5e du championnat. Depuis 2006, il pilote régulièrement en Grand-Tourisme, notamment en championnat italien ou en Le Mans Series sur Spyker.

## Résultats en championnat du monde de Formule 1
| Saison | Écurie       | Châssis   | Moteur      | Pneus   | GP disputés | Points inscrits | Classement |
| ------ | ------------ | --------- | ----------- | ------- | ----------- | --------------- | ---------- |
| 1992   | Fondmetal F1 | GR01 GR02 | Cosworth V8 | Pirelli | 3           | 0               | n.c.       |